# Knap Hill Hybrid

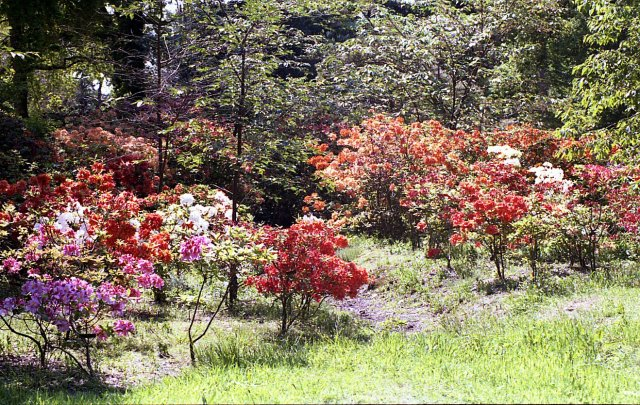
Сад Эксбери

Knap Hill Hybrid (Exbury, Knap Hill, Slocock Hybrid azaleas) — группа сортов листопадных рододендронов (азалий) гибридного происхождения. Для создания этой группы использовались следующие виды: Rhododendron calendulaceum, Rhododendron occidentale, Rhododendron japonicum, Rhododendron molle и Rhododendron arborescens.
Под названием Knap Hill Hybrids обычно объединяют группы Exbury, Knap Hill и Slocock Hybrid azaleas (сорта выращенные в питомнике Slocock в Англии).
Группа Knap Hill разработана в конце девятнадцатого века в знаменитом питомнике Knap Hill Nursery в Англии. В конце XIX века поместье Knap Hill было куплено знаменитым ботаником и селекционером Энтони Ватерер (англ. Anthony Waterer). Питомник Waterers Nursery существует до сих пор. Питомник Knap Hill был открыт до последнего времени и закрылся только в 2004 году.
Эта группа азалий создавалась на основе групп Ghent Hybrid, Molle Hybrid и нескольких японских и американских видов.
Позже барон Лионел Ротшильд купил у Энтони Ватерера безымянную партию сеянцев и начал с ними работать самостоятельно. Селекционная работа производилась в поместье Эксбери (англ. Exbury), графство Хэмпшир, Англия, которым с 1919 года владел Лионел Ротшильд. Среди приобретённых сеянцев оказался один удачный экземпляр с ярко-жёлтыми цветками с крупными широкими лепестками, который сейчас известен под названием 'Geo Reynolds'. Этот сеянец, а также Rhododendron molle использовались Лайонелом Ротшильдом для улучшения азалий группы Knap Hill, в результате чего была создана группа сортов Эксбери (англ. Exbury azalea, или Exbury Hybrid).
В поместье Эксбери сохранился сад рододендронов, но питомника как такового нет.

## Характеристика группы
Высота большинства сортов этой группы от 120 до 152 см. Цветение в начале лета, листья зелёные, осенью окрашиваются в жёлтые, оранжевые или красные цвета.
Цветки обычно некрупные, но у некоторых сортов достигают 7,6—10 см в диаметре. Окраска разнообразна: различные оттенки жёлтого, золотистого, оранжевого и красного, реже цветки окрашены в пастельные тона смешанных цветов от белого к лимонно-жёлтому, персиковому, лососевому, или розовому. Некоторые сорта имеют яркие желтые или золотистые пятна в горловине цветка. Цветки многих сортов имеют сильный аромат.
Зимостойкость сортов зависит от происхождения, большинство сортов без повреждений переносят понижения температуры до -23,3 °С и могут выращиваться в зонах морозостойкости от 5 до 8. 'Sylphides' — один из самых зимостойких сортов этой группы.
В настоящее время многие сорта этой группы утрачены.

## Сорта
- 'Golden Eagle'
- 'Jolie Madame'
- 'Sylphides'